# Episodi de Il brivido dell'imprevisto (ottava stagione)
L'ottava stagione della serie televisiva Il brivido dell'imprevisto è stata trasmessa in anteprima nel Regno Unito dalla Independent Television tra il 30 marzo 1985 e il 28 luglio 1985.
| nº | Titolo originale                 | Titolo italiano       | Prima TV Regno Unito | Prima TV Italia  |
| -- | -------------------------------- | --------------------- | -------------------- | ---------------- |
| 1  | People Don't Do Such Things      |                       | 30 marzo 1985        |                  |
| 2  | In the Cards                     | La chiromante         | 14 luglio 1985       | 12 luglio 1982   |
| 3  | Nothin' Short of Highway Robbery | Furto sull'autostrada | 21 luglio 1985       | 22 novembre 1982 |
| 4  | Scrimshaw                        | L'arte dell'intarsio  | 28 luglio 1985       | 6 settembre 1987 |